# Tido J. Gašpar
Tido J. Gašpar (vl. jménem Jozef Gašpar, další pseudonym Peter Štrbský) (7. března 1893, Rakovo-Stariny – 10. května 1972, Nové Zámky) byl slovenský novinář, spisovatel, kulturní pracovník, dramaturg, veřejný činitel, ideolog a politik, představitel bratislavské bohémy.

## Životopis
Narodil se v rodině hospodářského správce a vzdělání získal v Rakovu a v Martině. V roce 1911 sloužil jako námořník na Jaderském moři, od roku 1919 byl tajemníkem župy, od roku 1922 pracoval na tiskovém oboru ministerstva s plnou mocí pro správu Slovenska, od roku 1938 byl úředníkem slovenské autonomní vlády a od roku 1939 vedoucím tiskového odboru předsednictva vlády. V roce 1940 se stal chargé d'affaires ve Švýcarsku, v letech 1941-1945 byl šéfem Úřadu propagandy. V letech 1938-1939 byl jedním z vedoucích ideologů slovenské státnosti a zdůvodňoval nutnost spojenectví s německou říší. V letech 1939–1944 byl poslancem Slovenského sněmu. Ideologicky vystupoval proti Slovenskému národnímu povstání. Byl autorem projevu, který 29. srpna 1944 v rozhlase přečetl tehdejší ministr obrany Ferdinand Čatloš. Projev oznamoval obyvatelstvu vstup německých vojsk na slovenské území a žádal obyvatele aby okupačním vojskům nekladli odpor. V důsledku projevu velká část armádních posádek na západním a východním Slovensku zachovala pasivitu, nepodpořila povstalce nebo se nechala nečinně odzbrojit Němci. V roce 1945 byl zatčen a odsouzen na doživotí. Na svobodu se dostal až v roce 1958 po udělení amnestie. Od roku 1963 žil až do své smrti v Nových Zámcích. Pochován je v Bratislavě na Ondrejském hřbitově.

## Kulturní aktivity
V letech 1925–1927 byl dramaturgem Slovenského národního divadla v Bratislavě, od roku 1922 byl redaktorem týdeníku Slovenský svet, redaktorem úředního věstníku a členem redakce týdeníku Nový svet. Jistý čas byl členem a také tajemníkem Spolku slovenských spisovatelů, byl redaktorem edice Žatva, kterou vydávalo vydavatelství Biblioteka a také předsedou místní organizace Matice slovenské.

## Tvorba
Literární činnost začínal psaním článků a krátkých próz, knižně debutoval v roce 1920 sbírkou novel Hana a iné novely. Přispíval do časopisů Slovenské pohľady, Nový svet, Elán, Slovenský svet, Ľudový chýrnik, Slovenský hlas, Slovák, Gardista a dalších. Ve svých dílech využíval autobiografické motivy, motivy nenaplněné lásky, rodinných poměrů, životní nejistoty, pesimismu a dekadentních nálad, ale také sociální tematiku. Do popředí kladl citové konflikty, spletité osudy žen, úřednické, rodinné a jiné konflikty.

## Ocenění
- 1935 – státní literární cena za knihu Námorníci

## Dílo
- 1920 – Hana a iné novely, novely o nesplněných milostných touhách
- 1922 – Deputácia mŕtvych, novely o jeho námořnickém působení
- 1925 – Buvi-Buvi, próza o zklamáních v sociální oblasti a kritika společnosti
- 1925 – Karambol a iné novely
- 1929 – Pri Kráľovej studni
- 1931 – Červený koráb, o vzpouře na křižníku Pula
- 1931 – Zakliata hora, památka Oskara Nedbala
- 1933 – Námorníci
- 1935 – V cudzine a iné rozprávky, novely
- 1969 – Zlatá fantázia, vzpomínky na léta mládí (v roce 1968 vyšly v časopise Slovenské pohľady)

### Sebrané spisy
- 1943 – Dávne histórie. Zobrané spisy, zv. 1
- 1943 – Rozprávky o láske. Zobrané spisy, zv. 2
- 1944 – Námorníci. Zobrané spisy, zv. 3

### Výběry
- 1970 – Námorníci

### Publicistika
- 1934 – Trvalé svetlá, dokumentoval zde zájem o slovenské dějiny a kulturu
- 1938 – O čom je reč?, výběr z komentářů uveřejňovaných v rubrice "O čem je řeč?" publikovaných v časopise Nový svet
- 1939 – Veľký rok, komentáře k vzniku slovenského státu
- 1941 – Ziskožravci, slovenský nacionalismus má být proniknut sociálním akcentem
- 1942 – Za dobro celku, slovenský nacionalismus má důsledně dbát o svůj křesťanský základ
- 1944 – Slovenský nacionalizmus a Matica slovenská, povinností ducha není jen sjednocovat národ, ale i zajišťovat jeho novou obrodu a stále mladistvé trvání

### Paměti
- 1998 – Pamäti I.
- 2004 – Pamäti II., Vydavatelství Spolku slovenských spisovatelů. Vzpomínky na první ČSR a její představitele.

### Překlady
- 1933 – Gottfried Keller: Rómeo a Júlia na dedine